# Cantharocnemis durantoni
Cantharocnemis durantoni es una especie de escarabajo longicornio del género Cantharocnemis, tribu Cantharocnemini, orden Coleoptera. Fue descrita científicamente por Drumont en 2006.
El período de vuelo ocurre durante el mes de octubre.

## Descripción
Mide 21-24 milímetros de longitud.

## Distribución
Se distribuye por Sri Lanka.